# Idaea onchnophora
Idaea onchnophora là một loài bướm đêm trong họ Geometridae.